# Ангус Ів
Ангус Ів (англ. Angus Eve, нар. 23 лютого 1973) — тринідадський футболіст, що грав на позиції півзахисника. По завершенні ігрової кар'єри — тренер.
Рекордсмен національної збірної Тринідаду і Тобаго за кількістю проведених офіційних матчів. Згодом очолював тренерський штаб національної команди.

## Клубна кар'єра
У дорослому футболі дебютував 1993 року виступами за команду «Джо Паблік», в якій провів один сезон. 
Згодом з 1995 по 1999 рік грав за «Дефенс Форс» та «Джо Паблік», а сезон 1999–2000 провів в англійському «Честер Сіті».
2000 року знову виступав за «Джо Паблік», а завершував ігрову кар'єру у клубі «Сан-Хуан Джаблоті», за який грав протягом 2001–2005 років.

## Виступи за збірні
1991 року залучався до складу молодіжної збірної Тринідаду і Тобаго.
1994 року дебютував в офіційних матчах у складі національної збірної Тринідаду і Тобаго.
У складі збірної був учасником чотирьох розіграшів Золотого кубка КОНКАКАФ — 1996, 2000, 2002 і 2005 років.
Загалом протягом кар'єри в національній команді, яка тривала 12 років, провів у її формі рекордні для цієї збірної 117 матчів і забив 34 голи.

## Кар'єра тренера
2021 року очолив тренерський штаб національної збірної Тринідаду і Тобаго. Під його керівництвом команда брала участь у розіграші Золотого кубка КОНКАКАФ 2021 року у США та розіграші Золотого кубка КОНКАКАФ 2023 року у США та Канаді.
Також з 2021 року тренував молодіжну збірну Тринідаду і Тобаго.